# Кузьма Богдан Михайлович
Богдан (за іншими даними — Володимир або Віктор) Михайлович Кузьма (псевдо: «Борис», «Богдан», «Кайдаш», «К-13», «Юрко», «Кубайчук»; 1918, с. Хватів, нині Золочівського району, Львівської області — 14 серпня 1951, с. Малі Гадомці, Бердичівський район, Житомирська область) — референт СБ ОУН Тернопільської округи (05.1945-1950), провідник Тернопільської округи ОУН (07.1947-09.1949), крайовий провідник ОУН Поділля (1948—1950). Відзначений медаллю «За боротьбу в особливо важких умовах» (31.08.1949).
Був господарем (приймаючою стороною) Першого Великого Збору УГВР.

## Життєпис
Народився 1918 року у селі Хватів ґміна Ожидів Золочівського повіту Тернопільського воєводства (нині село Золочівського району, Львівської області) в родині вчителя сільської школи. До 1945 року перебував у підпіллі ОУН на Волині.
З 1945 і до 1950 року був одним з керівників крайового проводу ОУН «Поділля», в 1948—50 був крайовим провідником. Також був референтом Служби безпеки (СБ) ОУН.
1950 року повернувся на Волинь, де став заступником крайового провідника Василя Галаса. Взимку 1950/51 років за наказом Галаси виїхав на Житомирщину для активізації роботи місцевого підпілля. Загинув 15 серпня 1951 року у селі Малі Гадомці Бердичівського району Житомирської області під час бою з військовими підрозділами МДБ СРСР, які налічували близько 150 бійців.